# Starožitnictví
Starožitnictví z hlediska folkloristiky je v podstatě alternativní směr romantismu (romantismus je mladší). Starožitníci se zabývali folklorem a starými lidovými záležitostmi. Zajímali se o lidové starožitnictví. Později se ze starožitníků stávali antropologové. Starožitnictví se považovalo především za doklad minulosti. Představitelé byli zastánci teorie, že veškerá lidová slovesnost by se měla zachycovat v surovém autentickém znění, bez jakéhokoli upravování a pozměňování. Kritizovali například Karla Jaromíra Erbena, který nesbíral původní pohádky, nýbrž ideální pohádky, jejich ideální typ. Udělal z orální pohádky literární pohádku, což se starožitníkům nelíbilo a snažili se dělat opak.
Ke starožitníkům patřil například rytíř Jan Jeník a Václav Krolmus. Rytíř Jan Jeník byl ovlivněn osvícenstvím a sbíral rozpustilé písně. Ty byly velmi vulgární a sprosté, za což sklidil kritiku romantiků. Roku 1832 vydal sbírku Písně krátké větším počtem starodávné lidu obecného českého. Václav Krolmus byl český kněz a nejvýznamnější terénní badatel 19. stol. Považuje se za zakladatele moderní terénní archeologie. Sbíral písně, pohádky, pověsti atd. Mezi lidmi byl velmi populární, nebyl proto v oblibě u církve. V letech 1845-1851 vydal sbírku Staročeské pověsti. Čerpal z pramenů archeologických a z lidových tradic (i brutálních). Českou mytologii vnímal jako podobnou indické, avšak kvůli spojování všeho s Indií byl považován za blázna a společnost se mu smála. Rehabilitovali ho Antonín Robek a Dagmar Klímová, přední čeští folkloristé.